# Pycreus heterochrous
Pycreus heterochrous là loài thực vật có hoa trong họ Cói. Loài này được Nelmes miêu tả khoa học đầu tiên năm 1952.